# پسااسلام‌گرایی
پسااسلام گرایی یک نوواژه در علوم سیاسی است که تعریف و کاربرد آن به بحث‌های فکری منجر شده‌است. آصف بیات و اولیویه روآ از معماران اصلی این ایده هستند.
بیات این واژه را برای اشاره به «گرایش» به سوی سکولاریزاسیون مجدد اسلام پس از «فرسودگی» اسلام سیاسی به کار برده‌است. توسط اولیویه کاره برای اشاره به دوران پیشامدرن تاریخ اسلام که در آن قلمروهای سیاسی-نظامی و مذهبی از هم جدا شدند، توسط اولیویه روآ به رسمیت شناختن اینکه اسلامگرایان پس از تلاش‌های مکرر نتوانسته‌اند «طرحی مشخص و قابل اجرا برای جامعه» ایجاد کنند.

## اصطلاحات و تعریف
این اصطلاح توسط جامعه‌شناس سیاسی ایرانی آصف بیات، دانشیار وقت جامعه‌شناسی در دانشگاه آمریکایی قاهره در مقاله‌ای که در سال ۱۹۹۶ که در مجله نقد خاورمیانه منتشر شد، ابداع گردید.
بیات این اصطلاح را چنین توضیح می‌دهد: «وضعیتی که پس از مرحله‌ای از آزمایش، جذابیت، انرژی، نمادها و منابع مشروعیت اسلام‌گرایی، حتی در میان حامیان سرسخت آن، از بین می‌رود. به این ترتیب، پس از اسلام‌گرایی ضداسلامی نیست، بلکه نشان دهنده گرایش به سکولار کردن دین است.» در اصل فقط مربوط به ایران بود، جایی که «پسااسلام گرایی در ایده آمیختگی بین اسلام (به عنوان یک ایمان شخصی) و آزادی و انتخاب فردی بیان می‌شود؛ و پسااسلام‌گرایی با ارزش‌های دموکراسی و جنبه‌های مدرنیته همراه است».  در این زمینه، پیشوند پس- مفهومی تاریخی ندارد، بلکه به انحراف انتقادی از گفتمان اسلام گرایانه اشاره دارد.  بیات بعداً در سال ۲۰۰۷ اشاره کرد که پسااسلام گرایی هم «شرط» و هم «پروژه» است.
اولیویه کاره، سیاستمدار فرانسوی، این واژه را در سال ۱۹۹۱ از منظری متفاوت برای توصیف دوره بین قرن ۱۰ و ۱۹ به کار برده بود، زمانی که گفت، اسلام شیعه و سنی «هم از نظر نظری و هم در عمل مناسبات سیاسی-نظامی را از قلمرو مذهبی جدا می‌کنند».
«اسلام‌گرایی پست مدرن» و «اسلام‌گرایی عصر جدید» اصطلاحات دیگری هستند که به‌صورت جایگزین استفاده می‌شوند.
اولیویه روآ در کتاب «اسلام جهانی شده: جست‌وجو برای امت جدید» در سال ۲۰۰۴ استدلال کرد که اسلام‌گرایان در سرتاسر جهان نتوانسته‌اند ایدئولوژی خود را به طرحی ملموس و قابل دوام برای جامعه ترجمه کنند، و «گفتمان مسلمانان» را به ورود به «یک طرح جدید» سوق داد به مرحله «پسااسلام‌گرایی».

## موارد
در ایران، اصلاح‌طلبان  و گروه موسوم به ملی‌مذهبی (که از نظر ایدئولوژیک به نهضت آزادی نزدیک هستند) به‌عنوان پسااسلام‌گرا معرفی می‌شوند.
ظهور احزاب میانه‌رو، حزب «الوسط» در مصر، و همچنین حزب عدالت و توسعه در مراکش، شبیه به ظهور پسااسلام گرایی بود، با این حال محققان واجد شرایط بودن آنها را رد کردند. همچنین توصیف مشابهی برای حزب اسلامی مالزی اعمال می‌شود.
گزارش مؤسسه لوی برای سیاست بین‌الملل در سال ۲۰۰۸ نشان می‌دهد که حزب عدالت شکوفا اندونزی و حزب عدالت و توسعه ترکیه پسااسلام‌گرا هستند.  به گفته احمد تی کورو و آلفرد استپان (۲۰۱۲)، بسیاری از تحلیلگران حزب عدلات و توسعه ترکیه را نمونه ای از پسااسلام‌گرایی، مشابه احزاب دموکرات مسیحی، اما اسلامی می‌دانند. با این حال، برخی از محققان مانند بسام طیبی در این مورد مناقشه دارند. احسان یلماز استدلال می‌کند که ایدئولوژی حزب پس از سال ۲۰۱۱ با ایدئولوژی بین سال‌های ۲۰۰۱ و ۲۰۱۱ متفاوت است. 
این ایده برای توصیف «تکامل ایدئولوژیک» در النهضه تونس نیز استفاده شده‌است.